# أصعب جواز (فلم)
أصعب جواز  فيلم رومانسي كوميدي مصري للمخرج محمد نبيه عام 1970  عن قصة كتبها المخرج، وسيناريو وحوار للمؤلف الروائي رمضان خليفة. الفيلم من بطولة حسن يوسف، ميرفت أمين، محمد عوض، مديحة كامل، ويوسف فخر الدين  وتدور الأحداث ثلاثة من الشباب يضغط عليهم عمهم للزواج من بناته ويرفض الشباب، بينما تلوذ البنات بالفرار إلى خالهن وهناك يتقابل الشباب والبنات ويحدث التقارب والحب دون ضغوط عائلية.
صدر الفيلم إلى دور العرض المصرية في 12 يناير 1970.
منح موقع قاعدة بيانات الأفلام على الإنترنت (IMDB) الفيلم درجة 4.8/ 10.
منح موقع قاعدة بيانات الأفلام العربية «السينما.كوم» الفيلم درجة 5.9/ 10.

## طاقم التمثيل
حسن يوسف: في دور فتحي
ميرفت أمين: في دور سهير
محمد عوض: في دور نبيه
مديحة كامل: في دور سعاد
يوسف فخر الدين: في دور عادل
عبد المنعم مدبولي: في دور رجب
نبيلة السيد: في دور زوجة رجب
رجاء الجداوي: في دور سميرة
عبد العليم خطاب: في دور عبده
أحمد نبيل: في دور مرسي
نبيل الهجرسي: في دور لاعب الثلاث ورقات
سعيد خليل: في دور مهرب المخدرات
دينا عبد الله: في دور طفلة
محيي الدين شوقي: في دور طفل
صالح الإسكندراني: في دور البواب
سمير رستم: في دور شاب من أصدقاء العريس
بالاشتراك مع: آمال رمزي – ببا السيد – حمادة حسام الدين – شوشو عز الدين – فافي مجدي

## أغنية الفيلم
أغنية الفرح: غناء المجموعة – كلمات حسين السيد – ألحان منير مراد 

## أحداث الفيلم
يمنع عبده (عبد العليم خطاب)، القروي، الرجعي، بناته سميرة (ميرفت أمين)، وسعاد (مديحة كامل)، وسهير (رجاء الجداوي)، من الخروج من البيت أو فتح النوافذ، كما يرفض أن تسافر بناته مع خالهم رجب (عبد المنعم مدبولي) للقاهرة. يقرر عبده أن يزوج بناته من أبناء عمومتهن فتحي (حسن يوسف) وعادل (يوسف فخر الدين) ونبيه (محمد عوض) الذين لم يروا بنات عمهم من قبل. يرفض فتحي الزواج قبل أن يرى ابنة عمه ويرفض عادل لأنه يكره النساء، بعد أن خانته حبيبته وزميلته بالجامعة، أما نبيه فلا يهمه إلا الأملاك التي سترثها ابنة عمه. يخبر عبده بناته بأنهن سيتزوجن من أبناء العم هذا الأسبوع، مما يدفع البنات للتنكر في زي الرجال والهرب إلى القاهرة، واللجوء لبيت خالهم رجب، الذي يرحب بهن هو وزوجته الحامل (نبيلة السيد). يأمر عبده أبناء أخيه بالسفر إلى القاهرة والبحث عن بنات عمهم وإحضارهن أو قتلهن. يسافر أبناء العم للبحث عن البنات وهم لا يعرفون أوصافهن. في القطار تختلط بحقائبهم حقيبة مخدرات خاصة بتاجر المخدرات (سعيد خليل) الذي يطاردهم في كل مكان بحثاً عن الحقيبة، بينما يحاول الشباب من جانبهم التخلص من الحقيبة بشتى الطرق دون جدوى. يسرق أحد اللصوص الحقيبة من الشباب، ولكنهم لا يطاردونه. يقيم الشباب في أحد الفنادق في القاهرة، ويذهبون إلى خال البنات ويتعرفون على البنات، معتقدين أنهن بنات رجب. يحدث تقارب بين الشباب والبنات ثم ينقلب هذا التقارب إلى حب. يتفق الشباب على مخالفة أوامر عمهم عبده، والزواج من بنات الخال رجب، دون إدراك أنهن بنات عمهم عبده. توشك زوجة الخال على الوضع، ويساهم الشباب مع البنات في تقديم المساعدات حتى جاء المولود الجديد، مما ساعد في تقرب الجميع بعضهم لبعض.  يرحب الخال رجب بزواج البنات من أبناء عمهن برضاهن. بعد العديد من المفارقات والمغامرات يحضر العم عبده للقاهرة لاصطحاب بناته وإجبارهن على الزواج من أبناء عمومتهن، ولكن الشباب يرفضون الزواج من الفتيات المنتقبات، ويطلبون الزواج من بنات الخال، ولكن عندما يعلمون أن بنات الخال هن بنات العم يوافقون على الفور.

## وصلات خارجية
- مقالات تستعمل روابط فنية بلا صلة مع ويكي بيانات
- أصعب جواز على موقع الدهليز
- أصعب جواز على موقع كاروهات

https://letterboxd.com/film/the-hardest-marriage/ أصعب جواز (فيلم)
https://trakt.tv/movies/the-hardest-marriage-1970 أصعب جواز (فيلم)
https://www.csfd.cz/film/743077-asab-gawaz/hraji/ أصعب جواز (فيلم)
https://www.filmweb.pl/film/Asab+gawaz-1970-572698 أصعب جواز (فيلم)
https://www.interfilmes.com/filme_291217_Asab.gawaz.html أصعب جواز (فيلم)
https://www.themoviedb.org/movie/532769-asaab-gawaz?language=ar-SA أصعب جواز (فيلم)